# Marie-Rose Cavalier-Bohon
 (mai 2018).
Marie-Rose Cavalier-Bohon, née le 18 septembre 1948, à Florée, en Belgique, est une femme politique belge wallonne, anciennement membre du parti Ecolo.
Elle a fait des études moyennes supérieures.

## Carrière politique
- 1995-2000 : conseillère communale à Assesse
- 2000-2004 : députée du parlement wallon
- 2009 : à l'initiative d'une liste « OSER », aux élections régionales en la province de Namur

## Autres activités
En 2009, elle cofonde le collectif Initiative Citoyenne avec Muriel Desclée et Sophie Meulemans. Ce groupe est destiné à obtenir plus de transparence et de démocratie dans le dossier de la grippe A H1N1 mais est maintenant reconnu pour ses positions pseudo-scientifiques et anti-vaccination, son manque de sérieux et d'éthique,.
En 2011, elle collabore avec le groupe Notre Mot à dire pour intenter une action devant la Cour Constitutionnelle contre la garantie belge au fonds européen de stabilité bancaire,.